# Abierto de Estados Unidos 1983
Lista de los campeones del Abierto de Estados Unidos de 1983:

## Individual masculino
Jimmy Connors (USA) d. Ivan Lendl (República Checa), 6–3, 6–7 (2–7), 7–5, 6–0

### Individual femenino
Martina Navratilova (USA) d. Chris Evert (USA), 6–1, 6–3

### Dobles masculino
Peter Fleming(USA)/John McEnroe (USA)

### Dobles femenino
Martina Navratilova (USA)/Pam Shriver (USA)

### Dobles mixto
Elizabeth Sayers (AUS)/John Fitzgerald (AUS)
| Predecesor: 1982                         | Abierto de Estados Unidos 1983 | Sucesor: 1984                      |
| Predecesor: Campeonato de Wimbledon 1983 | Grand Slam 1983                | Sucesor: Abierto de Australia 1983 |

- Datos: Q1576254